# Empecamenta boromensis
Empecamenta boromensis är en skalbaggsart som beskrevs av Brancsik 1898. Empecamenta boromensis ingår i släktet Empecamenta och familjen Melolonthidae. Inga underarter finns listade i Catalogue of Life.